# Justin: Jak se stát rytířem
Justin: Jak se stát rytířem (anglicky Justin and the Knights of Valour) je španělský animovaný film režiséra Manuela Sicilii, který je zároveň s Matthewem Jacobsem autorem scénáře. Hlasy postav namluvili například Freddie Highmore, Saoirse Ronan, James Cosmo, Charles Dance, Tamsin Egerton, Antonio Banderas, Rupert Everett a řada dalších.

## Děj
Justin je středověký chlapec z dobré rodiny a v království, kde žije, panuje zákon a pořádek. Osvícená královna zde zavedla spolu se svým kancléřem, Justinovým otcem, nekonečné množství předpisů a hlavním náboženstvím je byrokracie. Na věci, které se dříve řešily mečem a soubojem, je tu po ruce vyhláška či nařízení a rytíři byli z království vykázáni. Otec naplánoval Justinovi výnosnou kariéru právníka, ale Justin má úplně jiný sen: stát se rytířem. Vždyť jeho děda byl jedním z nejslavnějších a nejudatnějších. Rozhodne se odejít z domova a vydává se za dobrodružstvím, na jehož konci vidí brnění, meč a věčnou slávu. Potkává odvážnou a prostořekou dívku Taliu, zmateného kouzelníka a především starého šermíře a dvojici mnichů, kteří začnou Justina ve starobylém klášteře opravdu cvičit na opravdického rytíře.
Představa Justina jako chrabrého rytíře začíná být jen o malou trochu pravděpodobnější, když se objeví opravdová výzva. Do království se vrací Sir Heraclio, kdysi vyhnaný rytíř, se svou armádou a s touhou se pomstít a nasadit si korunu. A protože rytíři byli ve jménu pořádku vyhnáni, pochlapit se musí alespoň učedník...Justin. S chytrou a statečnou dívkou Taliou, která se Justinovi tak nějak asi začíná líbit, a s kouzelníkem, který umí do pěti počítat, ale dál už ne, stojí Justin před svým prvním velkým úkolem. Zachránit království. Naštěstí je tu ještě krokodýl Gustav. Ačkoliv starý krokodýl má být moudrý a rozvážný, Gustav má stejně jako Justin svůj sen: Chce být drakem. A mít na své straně draka a jeho leteckou podporu se může hodit.

## Obsazení
| Freddie Highmore   | Justin      |
| Saoirse Ronan      | Talia       |
| Antonio Banderas   | Sir Clorex  |
| Alfred Molina      | Reginald    |
| Julie Waltersová   | Gran        |
| Olivia Williams    | královna    |
| Mark Strong        | Heraclio    |
| Charles Dance      | Legantir    |
| Rupert Everett     | Sota        |
| Angela Lansburyová | čarodějnice |
| Tamsin Egerton     | Lara        |
| James Cosmo        | Blucher     |
| Barry Humphries    | Braulio     |
| David Walliams     | Melquiades  |
| Michael Culkin     | Sebastian   |